# Søvind Kirke
Søvind Kirke er en dansk folkekirke i Søvind Sogn, Horsens Provsti, Århus Stift. Kirken er opført omkring år 1200 og har i dele af 1500-tallet og 1600-tallet været tilknyttet Tyrrestrup.

## Eksterne kilder og henvisninger
- Søvind Kirke hos KortTilKirken.dk
- Søvind Kirke hos danmarkskirker.natmus.dk (Danmarks Kirker, Nationalmuseet)

- Wikimedia Commons har flere filer relateret til Søvind Kirke